# Lambert Redd
Charles Lambert Redd (18 febbraio 1908 – 1º febbraio 1986) è stato un lunghista statunitense.

## Palmarès

### Olimpiadi
- Argento a Los Angeles 1932 nel salto in lungo.